# Cerkljanski Vrh
Cerkljanski Vrh – wieś w Słowenii, w gminie Cerkno. W 2018 roku liczyła 55 mieszkańców.